# Municipio de Wauponsee
El municipio de Wauponsee (en inglés: Wauponsee Township) es un municipio ubicado en el condado de Grundy en el estado estadounidense de Illinois. En el año 2010 tenía una población de 2423 habitantes y una densidad poblacional de 33,44 personas por km².

## Geografía
El municipio de Wauponsee se encuentra ubicado en las coordenadas 41°19′16″N 88°25′7″O / 41.32111, -88.41861. Según la Oficina del Censo de los Estados Unidos, el municipio tiene una superficie total de 72.47 km², de la cual 69,39 km² corresponden a tierra firme y (4,25 %) 3,08 km² es agua.

## Demografía
Según el censo de 2010, había 2423 personas residiendo en el municipio de Wauponsee. La densidad de población era de 33,44 hab./km². De los 2423 habitantes, el municipio de Wauponsee estaba compuesto por el 97,65 % blancos, el 0,08 % eran amerindios, el 0,5 % eran asiáticos, el 1,11 % eran de otras razas y el 0,66 % eran de una mezcla de razas. Del total de la población el 3,96 % eran hispanos o latinos de cualquier raza.